# Râpa „La Izvoare”
Râpa „La Izvoare” este un monument al naturii de tip geologic sau paleontologic în raionul Ocnița, Republica Moldova. Este amplasat la sud-vest de orașul Otaci, iar intrarea se află în centru. Are o suprafață de 115 ha. Obiectul este administrat de primăria orașului Otaci.

## Descriere

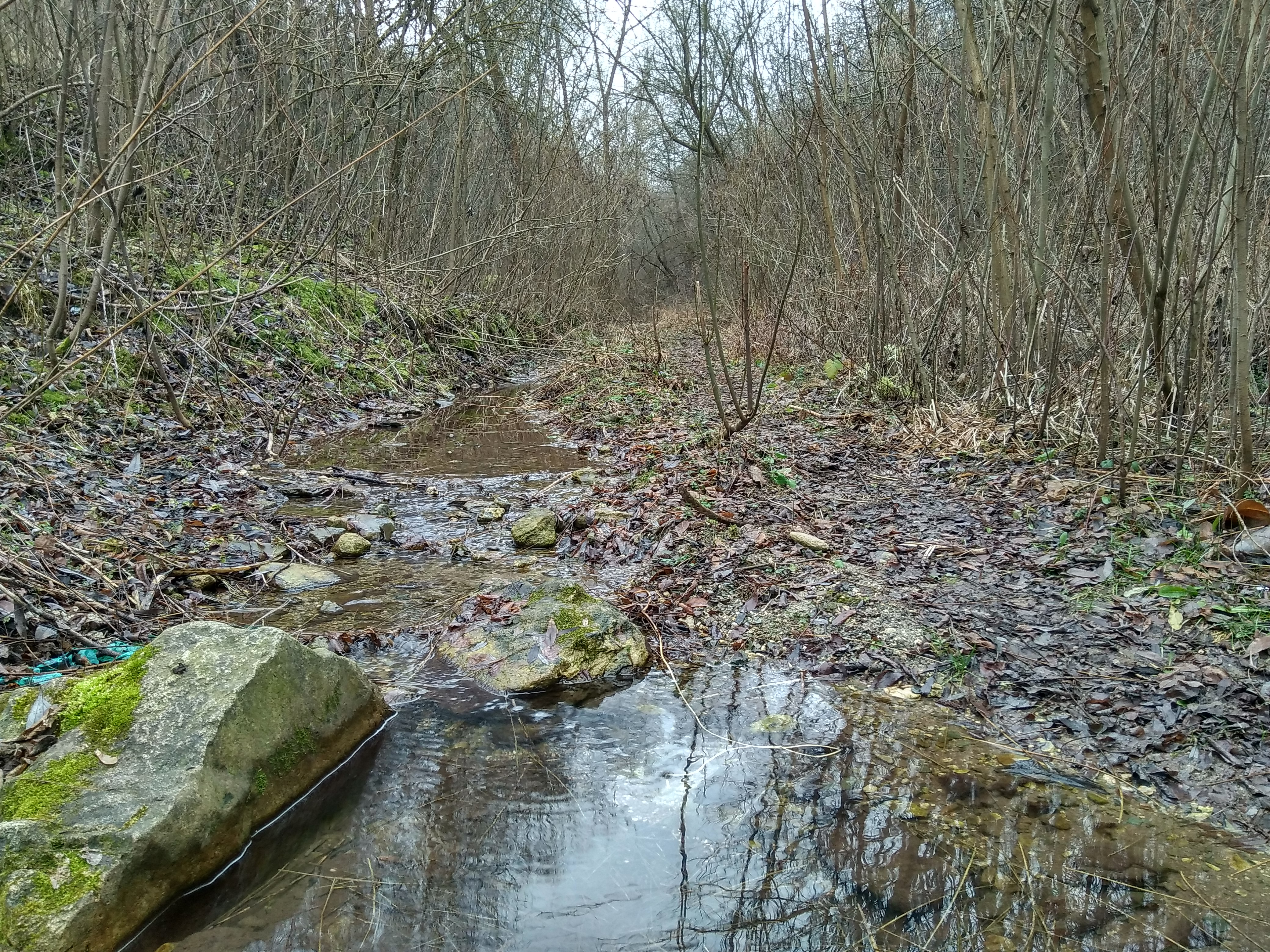
Gura râpei

Obiectul a fost cercetat și descris de geologul Ion Suhov în 1976. La acel moment, versanții râpei erau goi; între timp aceștia au fost acoperiți de vegetație forestieră abundentă.
Gura râpei se află în centrul orașului, în apropierea unei școli, nu departe de punctul vamal; de aici accesul la monument este cel mai facil. Lungimea constituie aprox. 2 km, iar adâncimea până la 150 m. Denumirea provine de la mulțimea de izvoare amplasate de-a lungul versantului tectonic.
Materialul paleontologic și arheologic extras în sit conține resturi fosile de mamifere din pleistocen, cât și piese de cremene ale oamenilor din epoca de piatră.

### Profil geologic
Structura litostratigrafică arată în felul următor, ordinea cronologică fiind organizată de jos în sus:
| Vârsta geologică    | Nr. | Denumire, descriere | Grosime (m) |
| ------------------- | --- | --- | ----------- |
| Neogen              | 9   | nisipuri Sarmațiene de Carpov Iar, care trec treptat în calcare cochilifere |             |
| Neogen              | 8   | nisipuri din cadrul formațiunii de Podolia și nisipuri lucioase cu conținut de ciment din bentonite cu faună                                                                                                | ~20         |
| Cretacic            | 7   | calcare cu cremene compactă | 23          |
| Cretacic            | 6   | calcare marnoase cu faună cenomaniană | 10          |
| Cretacic            | 5   | calcare marnoase, cu concrețiuni de marcasit în partea inferioară (cca. 20 m) și cremene compacte în partea superioară (aprox. 1,5 m)                                                                       | ~21,5       |
| Cretacic            | 4   | calcare silicioase bazale ale Cretacicului, cu resturi fosile de ihtiozaur | 0,5         |
| Vendian / Ediacaran | 3   | gresiile de Dzhurzhivka | 9           |
| Vendian / Ediacaran | 2   | stratele de Zinkiv: reprezentate de argilite siltice cu intercalații de siltite de culoare albastră-cenușie și verde-albăstrie; în partea superioară se observă intercalații de gresii sub formă de lentile | 14          |
| Vendian / Ediacaran | 1   | stratele de Bronnytsya: partea superioară a membrului reprezentat de argilite roșu-maronii | 4           |

## Statut de protecție

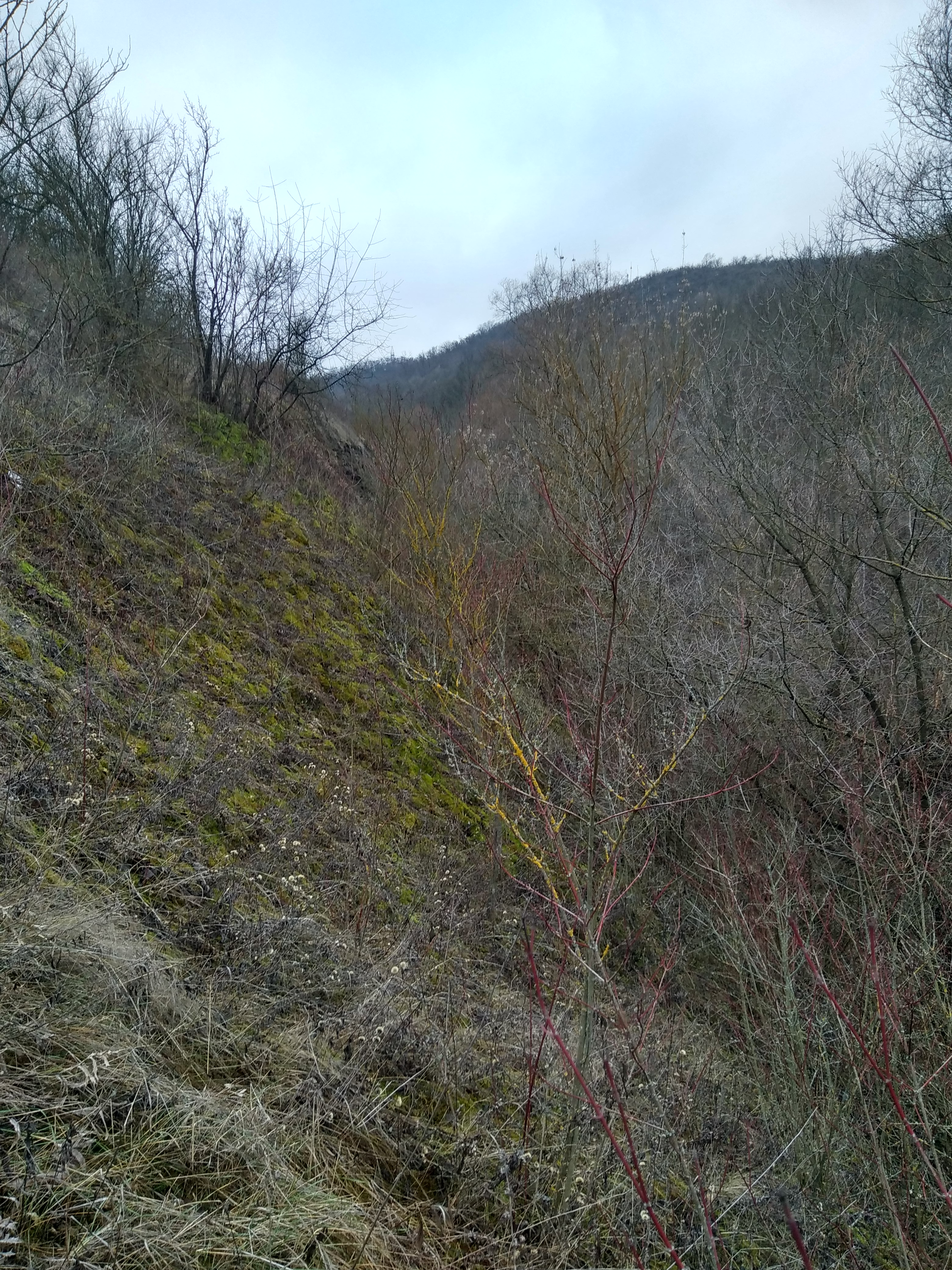
Versant abrupt

Obiectivul a fost luat sub protecția statului prin Hotărîrea Sovietului de Miniștri al RSSM din 13 martie 1962 nr. 111, iar statutul de protecție a fost reconfirmat prin Hotărîrea Sovietului de Miniștri al RSSM din 8 ianuarie 1975 nr. 5 și Legea nr. 1538 din 25 februarie 1998 privind fondul ariilor naturale protejate de stat. Deținătorul funciar al monumentului natural era, la momentul publicării Legii din 1998, Întreprinderea Agricolă „Rodina”, dar între timp acesta a trecut la balanța Primăriei orașului Otaci.
Obiectivul prezintă interes științific de însemnătate internațională pentru cartarea geologică și studiul stratigrafic al formațiunilor sedimentare ale Platformei Est-Europene, cât și pentru colectarea materialului paleontologic, paleobotanic și arheologic.
Conform situației din anul 2016, aria naturală nu are un panou informativ, iar zona râulețului este intens utilizată ca gunoiște. Este recomandată includerea ariei protejate în traseele turistice regionale.

## Galerie de imagini

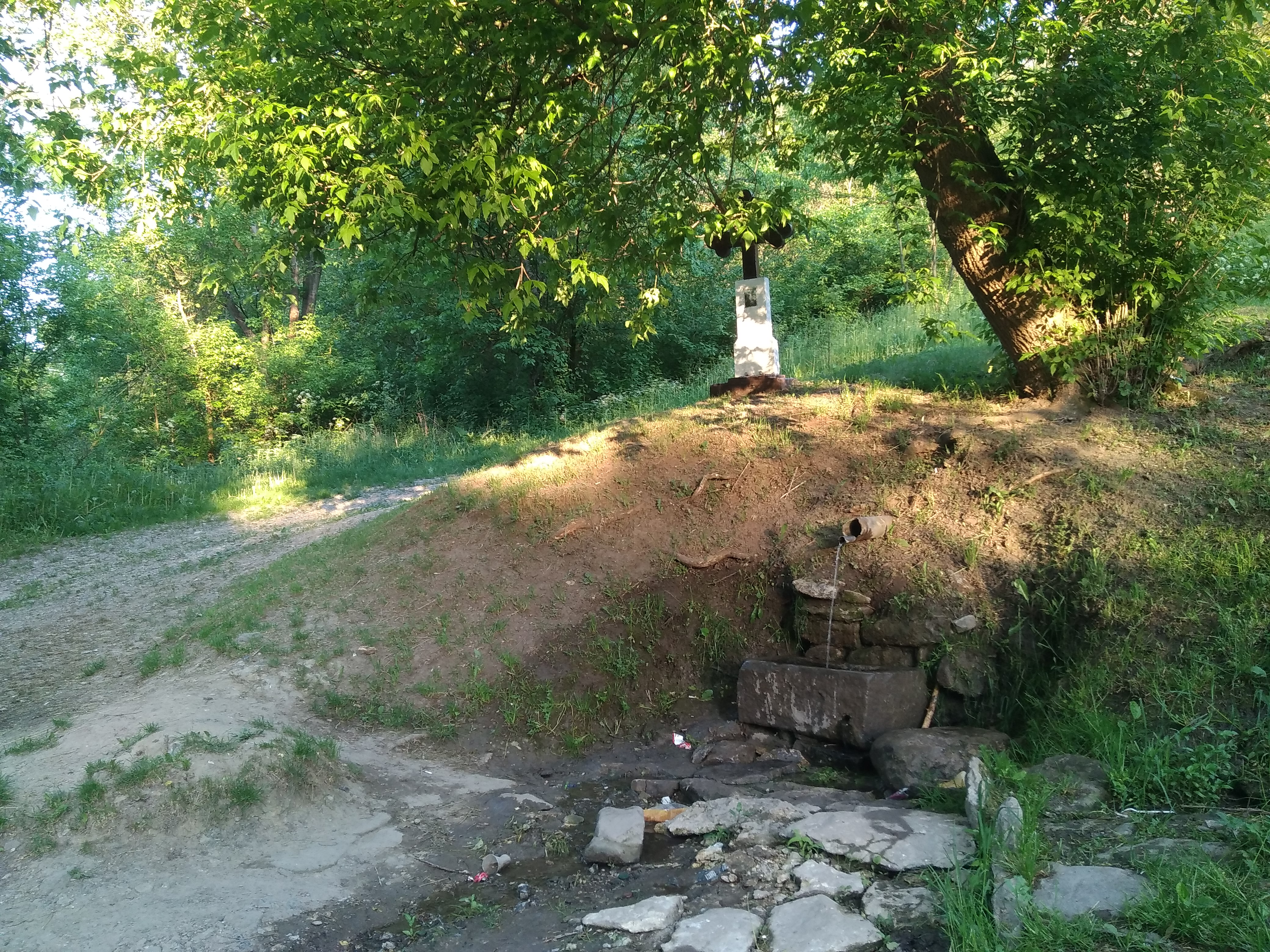
Izvor la capătul râpei
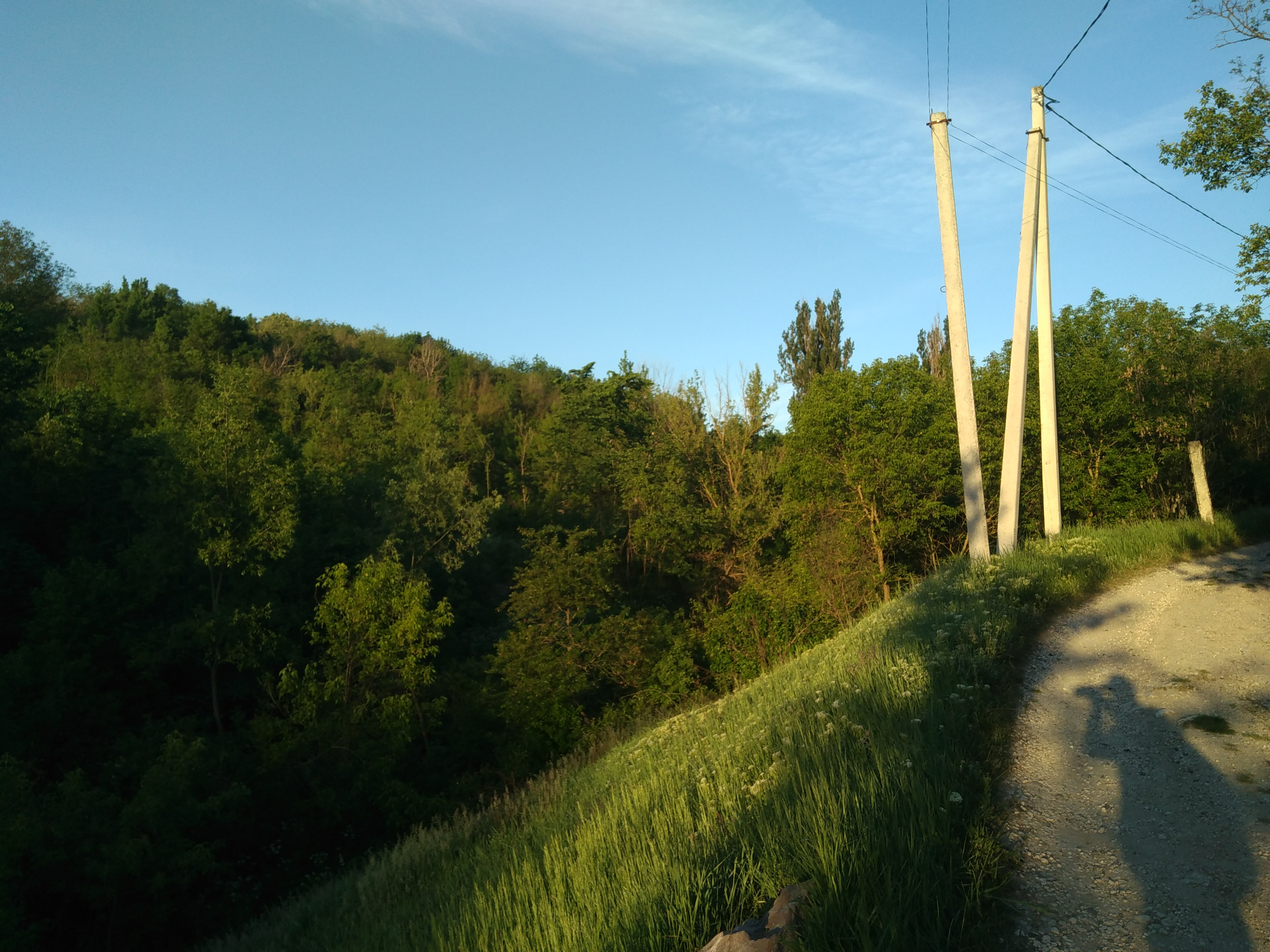
Drum de acces
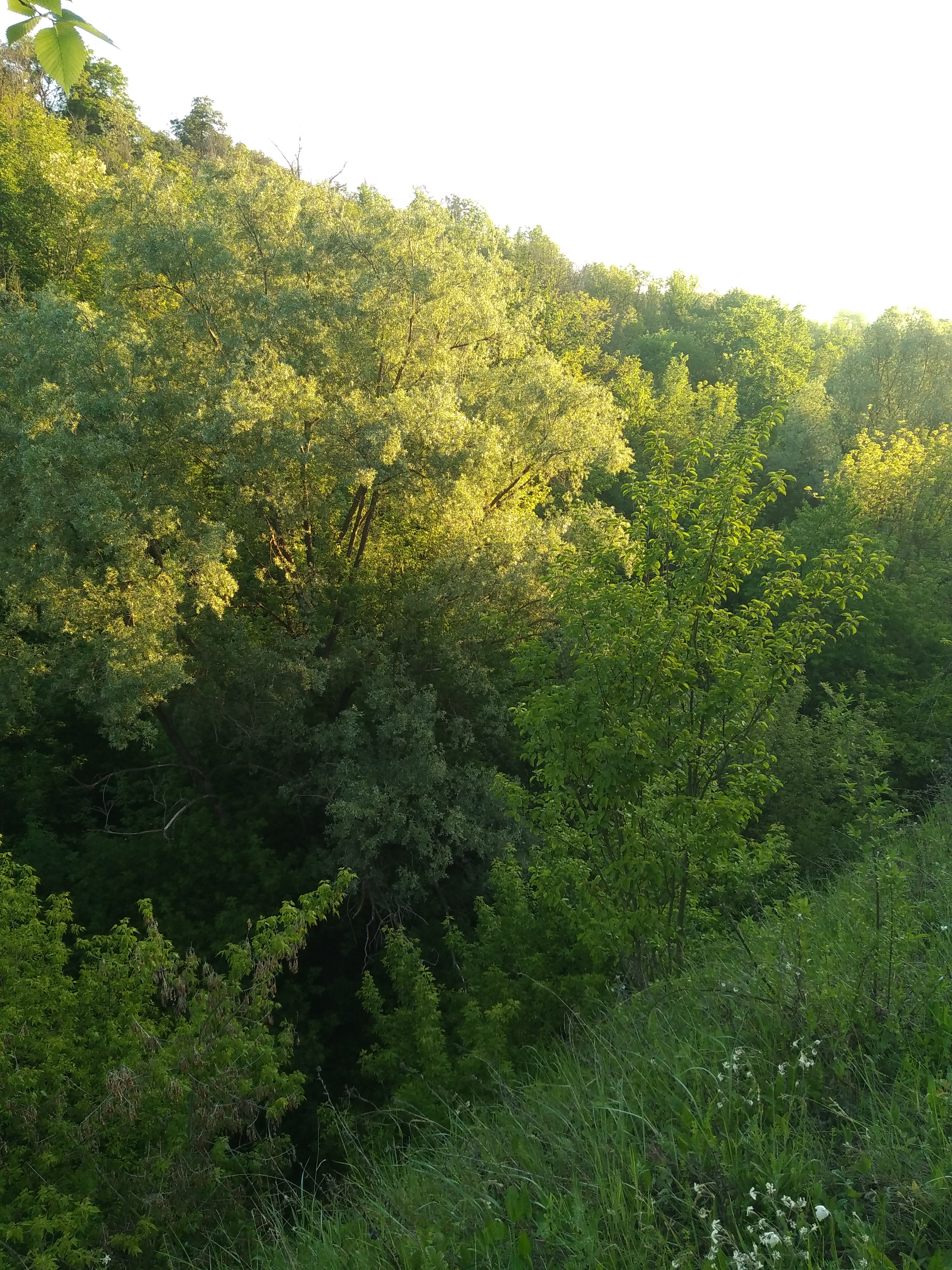
Vegetația din râpă
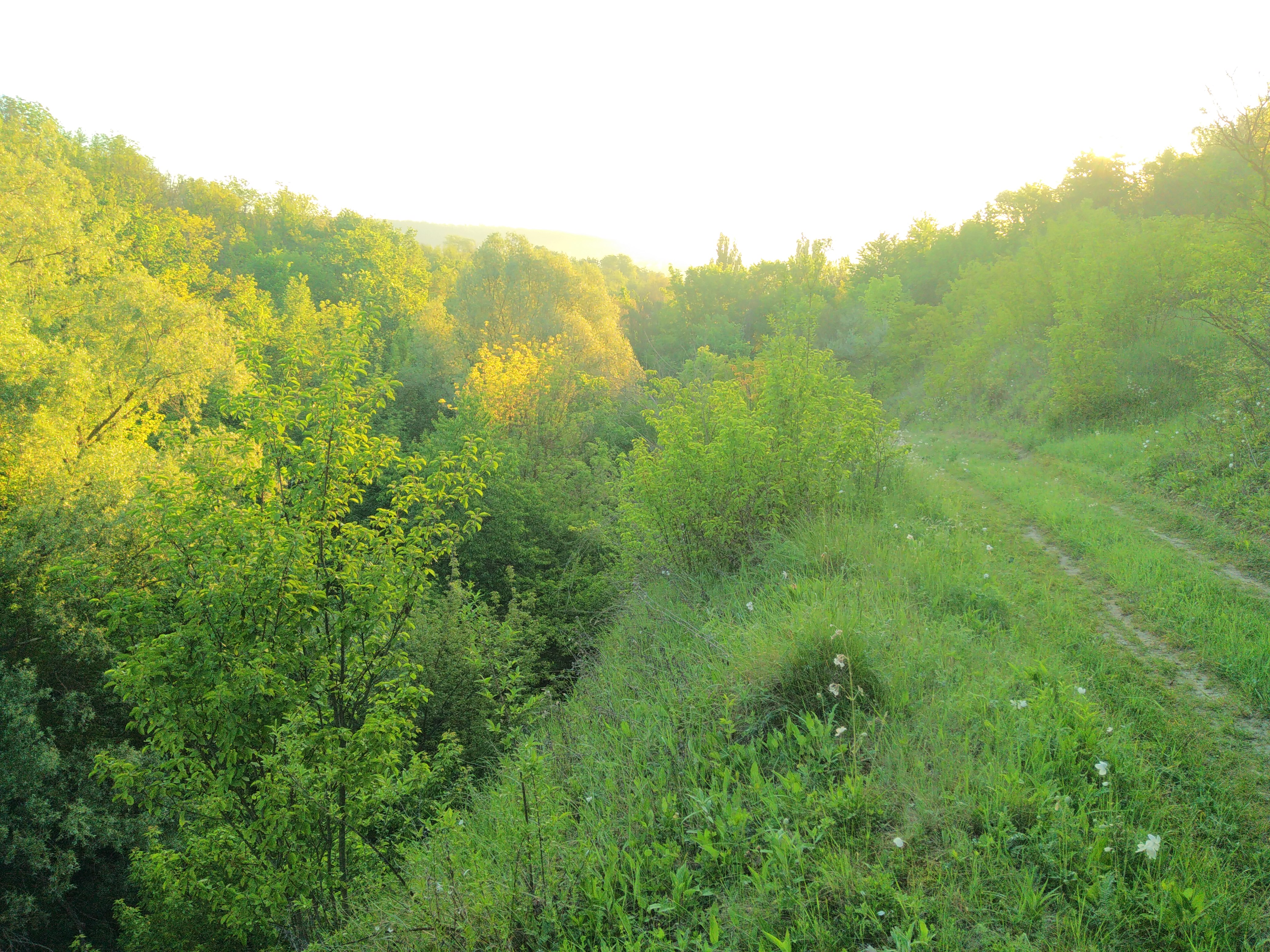
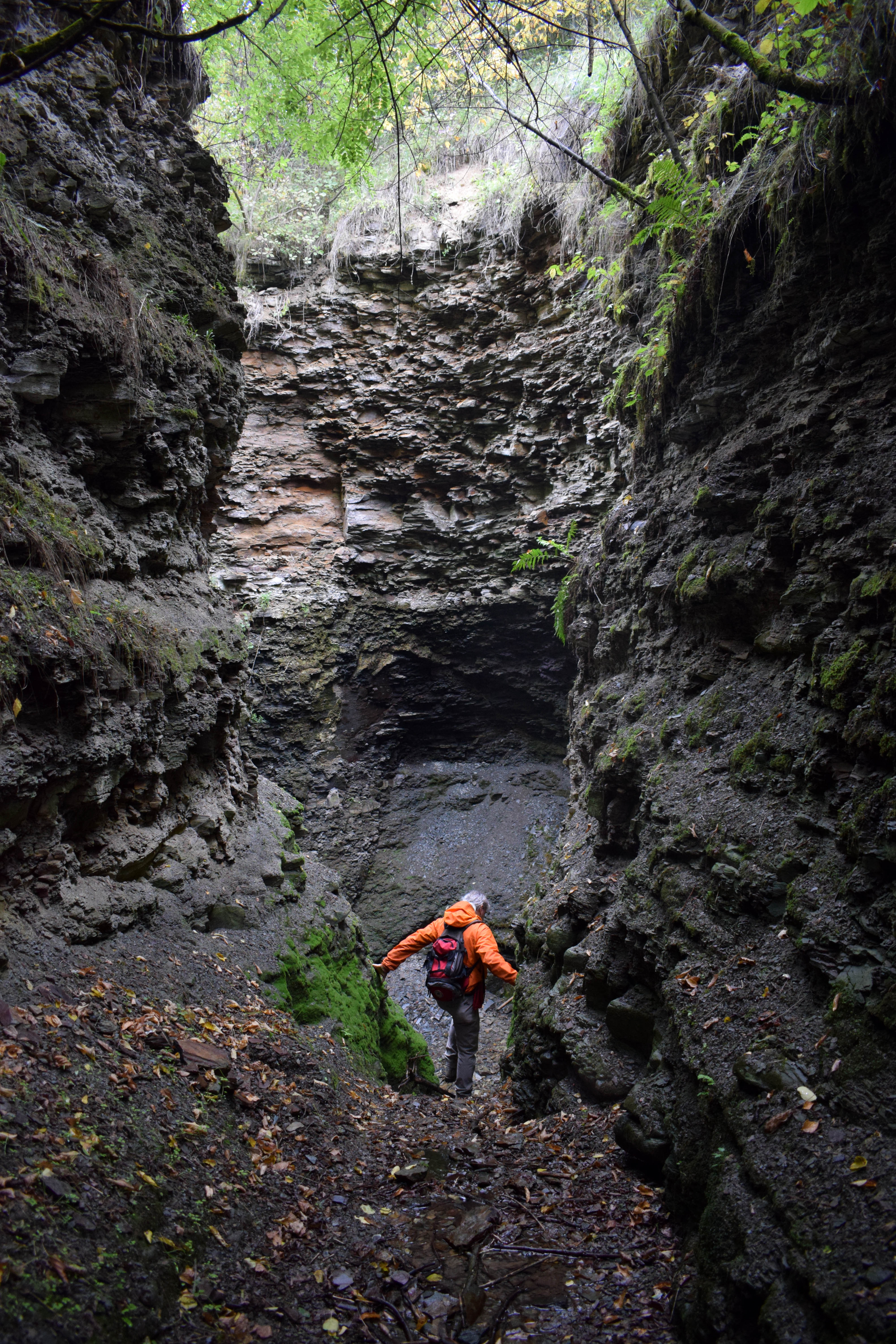
Aflorimente ediacarane din râpă
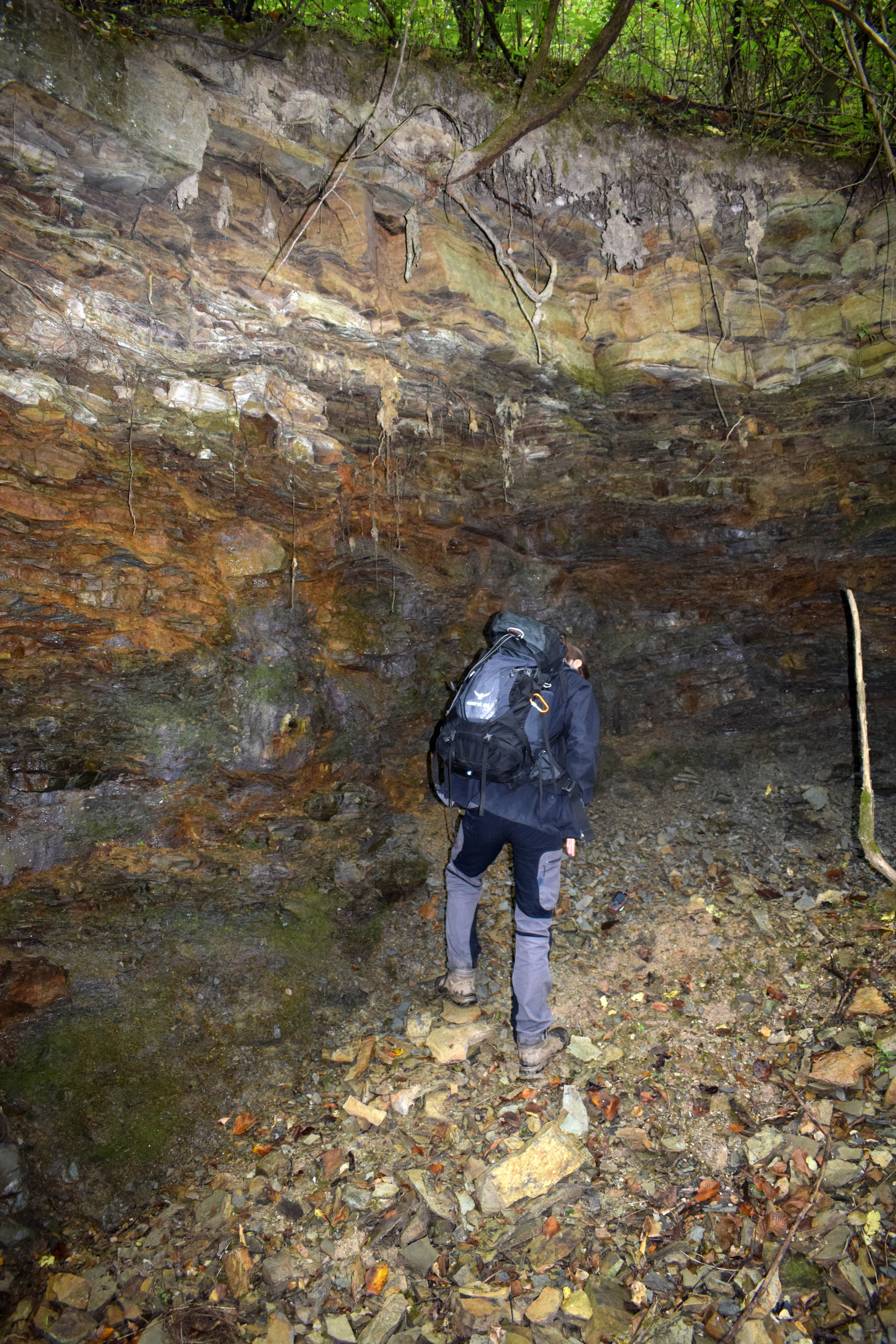
Limita dintre stratele de Zinkiv si Dzhurzhivka (Ediacaran)